# William Penn (amiral)
Pour les articles homonymes, voir Penn.
Ne doit pas être confondu avec William Penn.
Sir William Penn (23 avril 1621 - 16 septembre 1670) était un amiral et un homme politique anglais  qui a siégé au Parlement d'Angleterre de 1660 à 1670. Il est le père de William Penn, fondateur de la province britannique de Pennsylvanie.

## Biographie
Deuxième et dernier fils de Giles Penn, officier de marine, et de Joanne Gilbert, William Penn naît à Bristol. Le 6 juin 1643, il épouse Margaret Jasper, fille d'un riche marchand hollandais de Rotterdam. Ils eurent trois enfants : Margaret, Richard et William.
William Penn s'est illustré dans les combats navals de la Première guerre anglo-néerlandaise de 1652 à 1654 opposant le Commonwealth d'Angleterre et la République des Provinces-Unies des Pays-Bas.
En 1654, il est à la tête du commandement de la Western Design, une expédition militaire conçue par Oliver Cromwell dans le but d'établir une base dans les Caraïbes pour attaquer les positions espagnoles de la région et traquer la Flotte des Indes.
L'expédition est marquée par des problèmes d'organisation et une mésentente entre Penn commandant la flotte et le général Robert Venables commandant des troupes au sol. L'expédition tente de prendre la colonie espagnole d'Hispaniola. Cependant, le siège qu'ils organisent devant Saint-Domingue en avril 1655 se solde par une défaite, et les troupes anglaises sont forcées de rembarquer. Penn et Venables, décident d’envahir la Jamaïque, espagnole depuis 1494 ce qui déclencha la guerre anglo-espagnole. 
À leur retour en Angleterre Penn et Venables sont accusés d'être royalistes et d'avoir abandonné leur poste, ils sont emprisonnés dans la tour de Londres. Lorsqu'il est libéré et mis à la retraite, il se retire en Irlande où il reçoit des terres confisquées. Il est anobli par Henry Cromwell au château de Dublin, le 20 décembre 1658. 